# Новий Коцин
Новий Коцин (пол. Nowy Kocin) — село в Польщі, у гміні Миканув Ченстоховського повіту Сілезького воєводства.
Населення — 345 осіб (2011).
У 1975-1998 роках село належало до Ченстоховського воєводства.

## Демографія
Демографічна структура станом на 31 березня 2011 року:
|          | Загалом | Допрацездатний вік | Працездатний вік | Постпрацездатний вік |
| -------- | ------- | ------------------ | ---------------- | -------------------- |
| Чоловіки | 174     | 37                 | 121              | 16                   |
| Жінки    | 171     | 33                 | 102              | 36                   |
| Разом    | 345     | 70                 | 223              | 52                   |